# Trío Sefarad

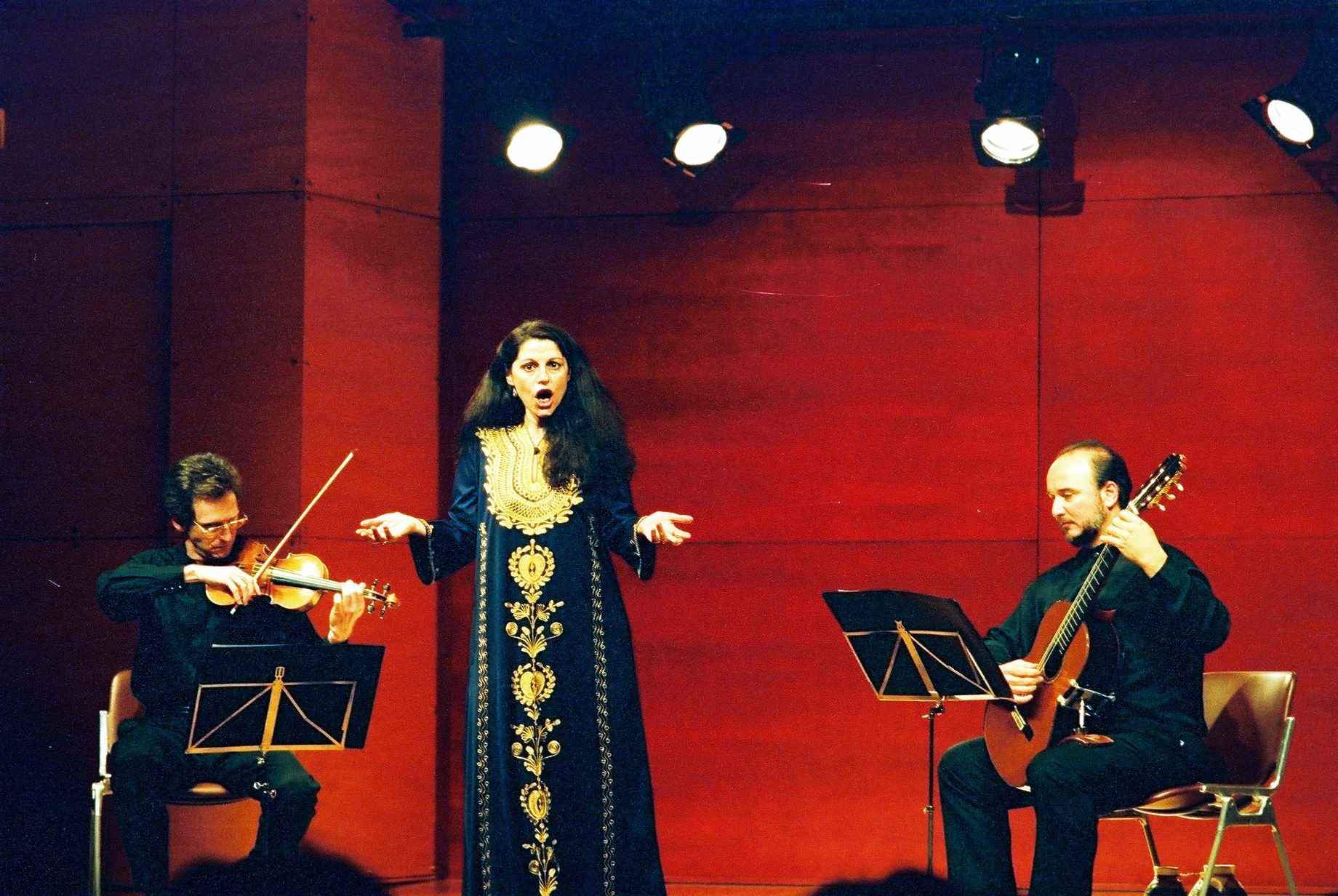
Auditorio Cajastur

El Trío Sefarad, grupo dedicado a la interpretación de la música sefardí (romancero judeoespañol), fue fundado por sus actuales integrantes (Nora Usterman, soprano, Ernesto Wildbaum, violín, y Ricardo Barceló, guitarra) en el año 1994.

## Trayectoria
Desde su creación y luego de una ardua tarea de investigación, el Trío Sefarad se ha presentado con éxito en Festivales internacionales (Semana Internacional de Música Antigua de Burgos, Festivales Internacionales de verano de Nágera, Festival Internacional de Música de Palencia, Festival Internacional de Música de Jaca, Festival Internacional "Murcia Tres Culturas", Festival Internacional del Monasterio de Veruela, V Centenario de La Celestina, I Festival Internacional de Música Sefardí en Córdoba, Fundación Juan March, etc.), así como en conciertos en Auditorios y Centros Culturales por toda la geografía española, además de presentaciones en el extranjero (Alemania, Estados Unidos, Portugal, Polonia, Reino Unido, Israel, Francia,…).
Las interpretaciones del Trío Sefarad, están basadas en estudios musicológicos existentes, enriquecidos por la investigación propia y por el trato con integrantes de comunidades sefardíes de distintos países.
Las actuaciones del Trío Sefarad, han sido grabadas y retransmitidas por TVE (Televisión Española), canales de televisión autonómicos y regionales (España), DW (Deutsche Welle, Alemania), Radio Clásica (Radio Nacional de España), CX6 SODRE (Radio Nacional de Uruguay) y a raíz del trabajo de investigación y difusión de la Música Sefardí, sus integrantes, han sido entrevistados en: Cadena Ser (España), Canal 5 (televisión de Uruguay), Canal Alef (televisión por cable, Argentina), CX 24 Radio El Tiempo (Uruguay), diario El País, diario Últimas Noticias (Uruguay), etc.
En el ámbito discográfico, el Trío Sefarad, presentó en el año 2005 su CD Aromas de Sefarad, grabado para el sello Lachrimae y prepara actualmente su segundo trabajo.
Ha colaborado con el musicólogo Juan José Ruiz Molina grabando la parte de música sefardí del Libro – Disco: "Músicas tradicionales Mediterráneas – Lo común y lo diferente"
El Trío Sefarad está abocado en la tarea de recuperar y llevar a las salas de concierto este rico y olvidado repertorio.

## Discografía
"Aromas de Sefarad"
- Grabación realizada en vivo, en los conciertos del Trío Sefarad, en las ediciones I y II del Festival "Música de las Tres Culturas", en el Claustro de San Pedro Mártir (Toledo, España), los días 17 de agosto de 2001 y 16 de agosto de 2002.

## Ficha técnica
- Intérprete: Trío Sefarad
- Booklet en español, inglés y francés, incluye:
  - Textos de todos los "kantes" y sus respectivas traducciones.
  - "La lengua más hermosa: el Judeo-Español" (Artículo escrito especialmente para "Aromas de Sefarad" por Salvador Santa Puche, Dr. en Filología Hispánica).
  - "Música Sefardí: el círculo viajero" (Artículo escrito especialmente para "Aromas de Sefarad" por Juan José Ruiz Molina, Musicólogo y pedagogo (especialista en Músicas Mediterráneas).
- Portada: Ilustración del "Libro de Ajedrez" de Alfonso X el Sabio.
- Foto del Trío Sefarad: Nancy Horowitz
- Toma de Sonido: Mateo Alonso
- Sello: Lachrimae
- Referencia: LCD 9712
- Duración: 54 min 54 s

"Músicas Tradicionales Mediterráneas - Lo común y lo diferente"
- Libro: Juan José Ruiz Molina
- Disco: Cantos Sefardíes - Trío Sefarad (España)
- Cantos auroros originarios - Taller de músicas tradicionales (Murcia - España)
- Cantos de Cerdeña - Boches de Orune y Coro Nuraghe Majori (Cerdeña - Italia)

En este disco el Trío Sefarad interpreta: Tres ermanikas, El suenyo de la ija del Rey, Ya salió de la mar la galana, Nani nani y Los bilbilikos

## Nora Usterman, soprano
- Soprano hispanoargentina.

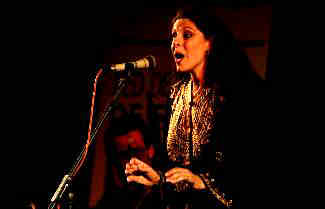
Nora Usterman

- Realiza la carrera de Canto con los maestros J. Galperín, M. Venegas (Conservatorio Nacional, Argentina) y V. Castro (Escuela Superior de Canto, Uruguay).
- Paralelamente se perfecciona con Raquel Adonaylo y Jerome Barry en Estados Unidos.
- En 1991 se radica en España donde continúa sus estudios con los maestros Joan Cabero y Antonio Blancas, y recibe el asesoramiento en música sefardí de Sofía Noel.
- Ha grabado para el sello Alma Musik un CD de lieder de compositores peruanos del siglo XX.
- Ha dado conciertos en España, Portugal, Polonia, Alemania, Israel, Francia, Reino Unido, Argentina, Uruguay y Brasil.
- Compagina su actividad de conciertos con la docencia como profesora de Técnica Vocal de la Escolanía del Monasterio de San Lorenzo de El Escorial y de la escuela municipal de música de Majadahonda (Madrid).

## Ernesto Wildbaum, violín

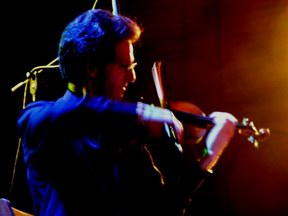
Ernesto Wildbaum

- Violinista hispanouruguayo, radicado en Madrid desde 1990.
- Culminó sus estudios de violín en Montevideo (Uruguay), bajo la dirección de los maestros N. Casale, M. Szilagyi y J. Risi, perfeccionándose luego con N. Merat, Paulo Bosisio, F. Andrievsky y Ruggiero Ricci.
- Desde muy joven forma parte de las orquestas sinfónicas y de cámara más importantes de su país, además de agrupaciones de carácter internacional como la Jeunesses Musicales World Orchestra, Orquesta Latinoamericana de JJMM, etc.
- Paralelamente a su actividad orquestal, desarrolla una importante labor camerística y solística, habiendo actuado con orquestas de su país y España.
- Es fundador del Trío Sefarad, con el que se ha presentado en España, Estados Unidos, Portugal, Polonia, Reino Unido, Francia, Israel y Alemania.
- Es integrante de la Orquesta de la Comunidad de Madrid.

## Ricardo Barceló, guitarra

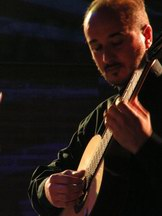
Ricardo Barceló

- Guitarrista y compositor hispano-uruguayo egresado del Real Conservatorio Superior de Música de Madrid.
- Estudió interpretación y técnica de la guitarra con Eduardo Fernández, Abel Carlevaro, Demetrio Ballesteros y Miguel Ángel Girollet, perfeccionándose en numerosas master-classes, destacando las realizadas por Leo Brouwer y David Russel.
- Ganador de los premios "Alirio Díaz" (Sevilla 1987) y "Abel Carlevaro" (Madrid 1990).
- Es fundador del Trío Sefarad, con el que ha actuado en España, Portugal, Polonia, Reino Unido, Francia, Israel y Alemania.
- Se ha presentado como solista e integrando formaciones camerísticas en diferentes ciudades de Argentina, España, Portugal, Ucrania y Uruguay.
- Es autor de los libros "La Digitación Guitarrística"; "20 piezas fáciles para dos y tres guitarras" y "Adiestramiento técnico para guitarristas", además de obras originales para guitarra solista y música de cámara. Ha trabajado también en la revisión y digitación de varias composiciones de Francisco Tárrega y de otros músicos españoles. Sus obras han sido editadas por Real Musical y Lemoine.
- En 1998 produjo un disco con el sello Plectrum-Factor, con composiciones propias para guitarra solista y dúos.
- Es asiduamente invitado a impartir master-classes, integrar jurados y dar conferencias sobre la guitarra.
- En el ámbito de la docencia, ha ejercido como profesor de guitarra en el Conservatorio de Música de Maldonado (Uruguay), Conservatorios y Escuelas de Música de España.
- Desarrolla su actividad concertística y docente en España y Portugal siendo profesor del Conservatorio "José Atalaya" de Fafe, donde integra la dirección pedagógica.